# Gyllins trädgård

Gyllins trädgård är en tidigare handelsträdgård i Husie stadsdel, Malmö, som håller på att omvandlas till bostäder genom  bebyggelse uppförs i området.. Området, som legat för fäfot i många år, har utpekats i översiktsplanen som intressant för bebyggelse. Området har detaljplanerats och byggstart skedde 2009.  Från Gyllins trädgård går det cykelväg till Kvarnby, Riseberga  och Toftanäs. Gyllins trädgård ligger mellan Sallerupsvägen och Kvarnby öster om Risebergabäcken.

## Historik
Knut Gyllin startade under tidigt 1900-tal en handelsträdgård som låg på den plats som numera kallas Gyllins trädgård. Gyllin började sin verksamhet på en yta som uppgick till ett halvt tunnland. 1940 var Gyllins handelsträdgård 839 tunnland med 144 växthus och 3600 bänkfönster på 90.000 m². Handelsträdgården var den största norr om Alperna på sin tid. 1937 byggde Knut Gyllin världens då största växthus; det var 210 meter långt och 23 meter brett.[källa behövs]
Under namnet Knut Gyllins rosdriveri var verksamheten välkänd i Malmö för sina odlingar av rosor, pioner, narcisser och tulpaner. I området anlades växthus på 100.000 kvadratmeter och tillhörande ekonomibyggnader och en packningshall. För att klara av driften ägde Knut Gyllin en kolgruva i Höganäs under en period. De stora odlingsfälten fick läplanteringar, som delvis finns kvar idag. Som mest hade handelsträdgården runt 280 anställda.
Rörelsen var i drift fram in på 1970-talet och lades ner på grund av de stora driftskostnaderna. 

## Omvandling till bostadsområde

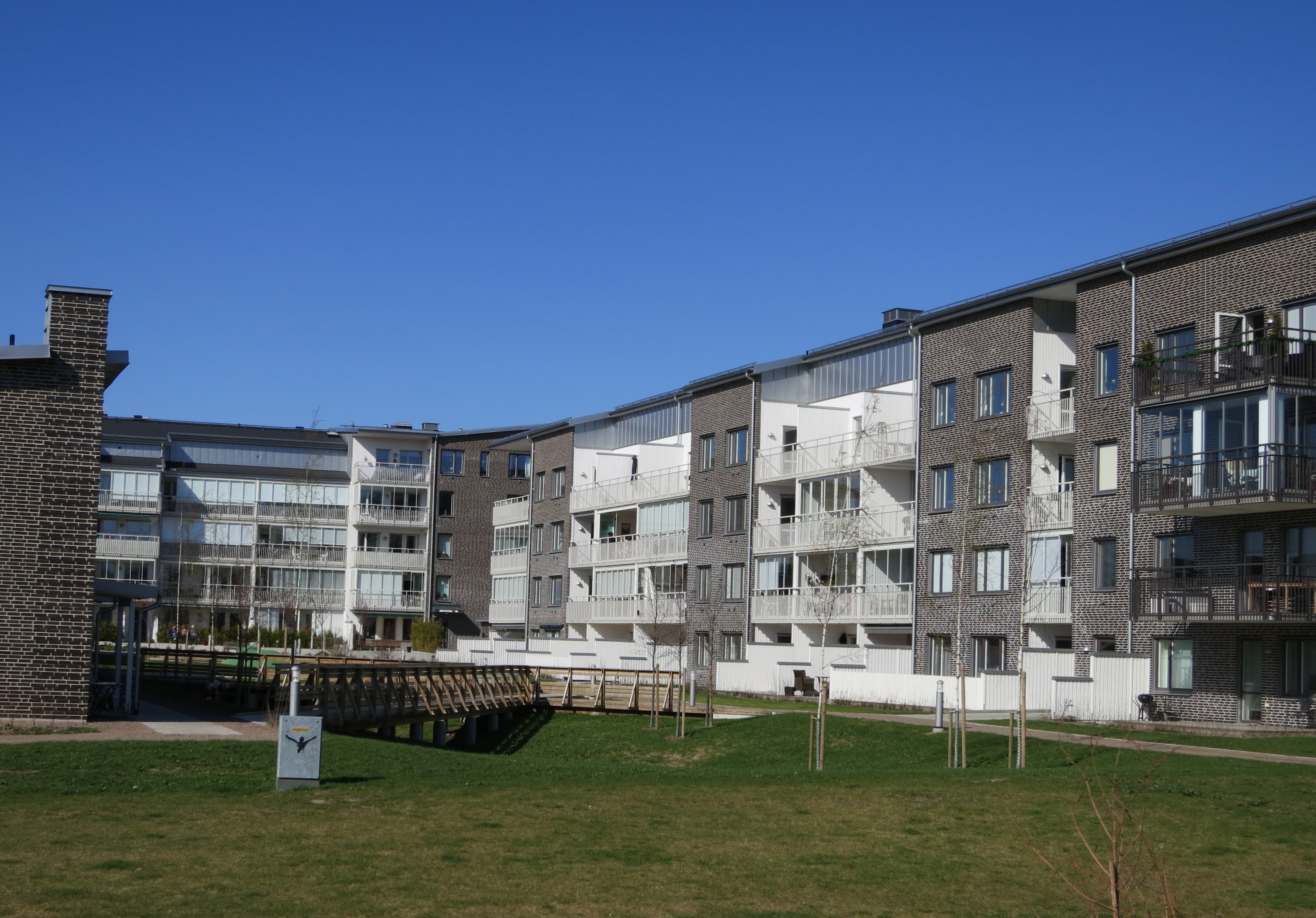
Flerfamiljshus i området

Omvandlingsarbetet med området, som kom i Malmö stads ägo redan 1970-talet, påbörjades omkring 2000. Området studerades i samband med planeringsarbetet för Översiktsplan 2000 och för Grönplan för Malmö, 2003. Naturparken finns också med i två förstudier, i Kvalitetsprogram för Gyllins trädgård, odaterat, som omfattar hela Gyllins trädgård och i Program för naturpark Gyllins trädgård, 2008-02-27.
Det som gör detta område särskilt intressant är såväl dess tidigare historia som dess läge och form, inklämt som ett impediment i stadsranden mot olika karaktärer av bebyggelse och markanvändning. Detta område kan ses som den sista pusselbiten i denna delen av Malmös stadslandskapspussel. 
Riksbyggen, Peab, Skanska, MKB, Seniorgården, Sundprojekt, Kristineberg och JM bygger lägenhetshus, radhus, kedjehus och friliggande villor på Gyllins trädgård och Malmö stad bygger en förskola. De nio hus som MKB bygger är ritade av White arkitekter. 
I Gyllins trädgård finns även en naturpark på ungefär 25 hektar. 